# Karsten Brodowski
Karsten Brodowski (ur. 22 czerwca 1985 r. w Neuruppin) – niemiecki wioślarz, reprezentant Niemiec w wioślarskiej dwójce podwójnej podczas Letnich Igrzysk Olimpijskich w Pekinie.

## Osiągnięcia
- Mistrzostwa Świata – Gifu 2005 – czwórka podwójna – 6. miejsce[1].
- Mistrzostwa Świata – Monachium 2007 – czwórka podwójna – 3. miejsce[1].
- Igrzyska Olimpijskie – Pekin 2008 – dwójka podwójna – 9. miejsce[1].
- Mistrzostwa Świata – Poznań 2009 – czwórka podwójna – 3. miejsce[2].